# Heteronychia kovalae
Heteronychia kovalae är en tvåvingeart som beskrevs av Yu. G. Verves 1979. Heteronychia kovalae ingår i släktet Heteronychia och familjen köttflugor.
Artens utbredningsområde är Kazakstan. Inga underarter finns listade i Catalogue of Life.